# 二宮正明
二宮正明（にのみや まさあき）は、日本の漫画家。二宮志郎名義でデビューしたが、のち本名で活動している。

## 人物
2016年、第68回ちばてつや賞において、『リボルテック谷口』で佳作受賞。交通事故の後に（リボルテックのような）「人形として生き返った女子高生のドタバタ劇」を描いた作品である。。
同じく、講談社「モーニング」の新・新人賞「第2回THE GATE」で「母親に牛丼屋で捨てられた子供たちの悲哀」を描いた『ドメスティックハピネス』で大賞受賞し、同誌2016年18号に掲載 。モーニングの『鳥葬のバベル』で連載デビュー。
2018年、「週刊漫画ゴラク」にて『ガンニバル』を連載。連載開始時に、名義を筆名の二宮志郎から、本名の二宮正明へと変更した。

## 作品リスト
- リボルテック谷口（2016年、web掲載[1]）
- ドネスティックハピネス（2016年、モーニング18号掲載。コミックDAYS掲載[3]）
- 鳥葬のバベル（週刊モーニング2016年43号～2017年27号、全4巻）
- in the dark イン・ザ・ダーク（月刊！スピリッツ2019年1月号掲載）
- ガンニバル （週刊漫画ゴラク2018年10月19日号～2021年12月10日号）